# The Cemetery Club
The Cemetery Club (hebräisch מועדון בית הקברות, Moadon beit hakvarot) ist ein Dokumentarfilm der israelischen Regisseurin Tali Shemesh aus dem Jahr 2006.

## Handlung
Jeden Samstag trifft sich eine Gruppe älterer Menschen auf dem Nationalfriedhof Herzlberg in Jerusalem. Es handelt sich um die Holocaust-Generation, die nun versucht, der Einsamkeit und Melancholie des Alters zu entfliehen. Sie lesen sich gegenseitig Gedichte vor, erzählen Geschichten oder debattieren über Literatur und Politik. Sie nennen sich die „Mount Herzl Academy“.
Minya Rubin, die Großmutter der Regisseurin, und deren Schwägerin Lena Bar fungieren als Hauptcharaktere des Films und stehen zwischen den wöchentlichen Treffen als Interviewpartner zur Verfügung. Es geht um Liebe, Beziehungen, Männer und die Vergangenheit. Minya und Lena sind zwei sehr sympathische, aber komplett unterschiedliche Damen, die eine enge Beziehung miteinander führen.
Nach und nach erkrankt und stirbt ein Mitglied der „Mount Herzl Academy“, die jedoch trotz Rückschlägen weiter tagt und ihre Mitglieder in Ehren hält. 
Der Film porträtiert auf tief traurige und zugleich amüsante Weise das Schicksal einer Generation, die viel erleben musste.

## Kritiken
Nachdem der Film auf vielen internationalen Filmfestivals sehr erfolgreich aufgeführt wurde, kam er 2007 im Ventura-Filmverleih auch in die deutschen Kinos. 
Die Zeit beschrieb ihn daraufhin als „... schön und bitter und komisch und beklemmend und nachdenklich und gefühlvoll und, alles in allem, einfach herzerwärmend.“
Auch das renommierte Variety-Magazin lobte den Film: „Unerhört komisch und schmerzhaft menschlich ... verzaubert THE CEMETERY CLUB das Publikum.“

## Auszeichnungen
- Goldene Taube als bester internationaler Dokumentarfilm, DOK Leipzig 2006
- Bester Dokumentarfilm, Women's Film Festival Rehovot
- Mayor of Tel Aviv Award for Promising Director & Best Cinematographer Award, Doc Aviv
- Magnolia Award für beste asiatische Dokumentation, internationales TV Festival Shanghai
- Best of Fests, IDFA 2006
- Nominierung für den Europäischen Filmpreis 2006, bester Dokumentarfilm